# ميخائيل موفات
ميخائيل موفات (بالإنجليزية: Michael Moffat) (15 فبراير 1985 في المملكة المتحدة - ) هو لاعب كرة قدم بريطاني في مركز الهجوم. لعب مع دونفرملين أثلتيك وGirvan F.C. ‏ ونادي آير يونايتد.

## وصلات خارجية
- ميخائيل موفات على موقع قاعدة بيانات كرة القدم.إي يو (الإنجليزية)
- ميخائيل موفات على موقع Soccerbase.com (لاعب) (الإنجليزية)
- ميخائيل موفات على موقع Soccerway.com (الإنجليزية)